# Freilichtmuseum Klockenhagen

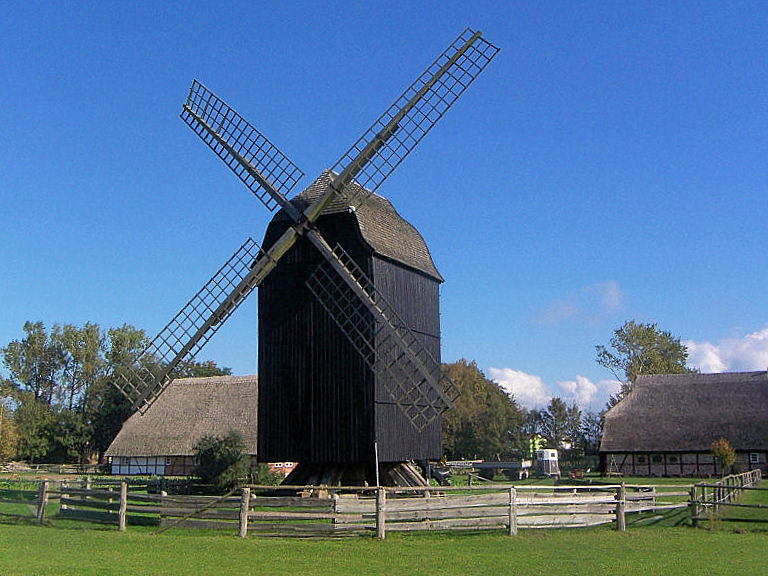
Bockwindmühle

Das Freilichtmuseum Klockenhagen liegt im Landkreis Vorpommern-Rügen, und zwar im Ribnitz-Damgartener Ortsteil Klockenhagen zwischen Ribnitz und Graal-Müritz. Das Museum stellt ein sechs Hektar großes „Dorf im Dorf“ dar. Ziel des Museums ist es, das Leben in mecklenburgischen und vorpommerschen Dörfern der letzten drei Jahrhunderte sicht- und erlebbar zu machen. Dazu wurden historische Gebäude in 18 Dörfern Mecklenburg-Vorpommerns abgebaut und hier wieder errichtet und saniert. In den Gebäuden gibt es Schau- und Ausstellungsräume, Gärten sind angelegt und Haustiere werden gehalten.

## Öffnungszeiten
Das Museum ist vom 1. April bis zum 31. Oktober geöffnet. In dieser Zeit werden unterschiedliche Veranstaltungen wie Pflanzenführungen, Schafschur, Buchlesungen oder Handwerkertage durchgeführt und in der Sommersaison wird regelmäßig eine Sonderausstellung gezeigt.

## Dorfladen

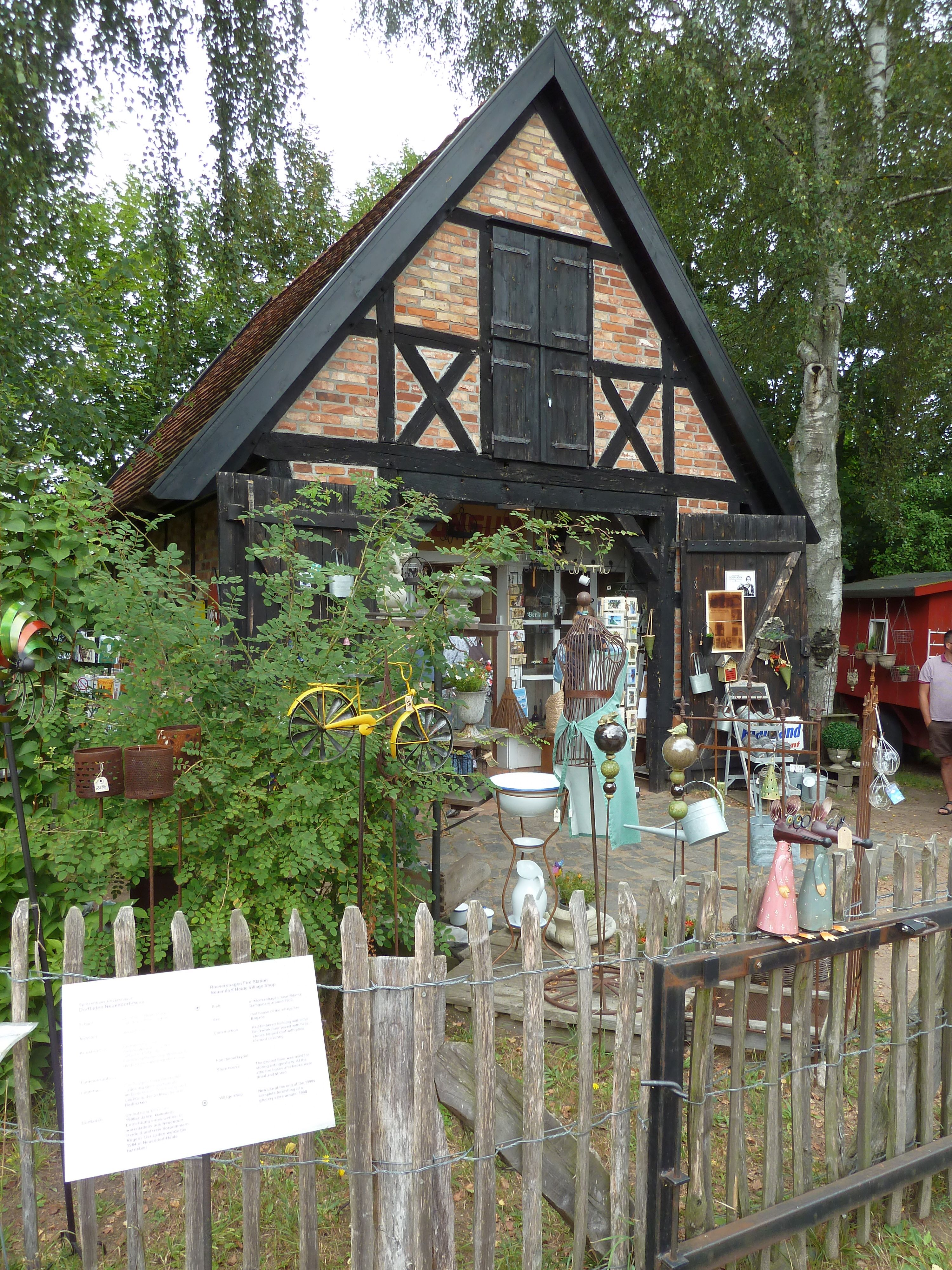
Dorfladen

Der 1994 dem Museum geschenkte Laden wurde in drei Generationen bis 1984 in Neuendorf-Heide, einem Ortsteil der Gemeinde Saal, betrieben. Im Laden werden Ausstellung und Verkauf miteinander verbunden: im Ausstellungsteil sind DDR-Waren, die bis 1990 angeboten wurden, zu sehen. Verkauft werden handgearbeitete Schmiede- und Töpferwaren, Aquarelle, Holzschnitte, traditionelles Spielzeug, Faksimiledrucke und ausgewählte Literatur zu Land- und Gartenthemen, Regionalliteratur und Kinderbücher.

## Restaurant

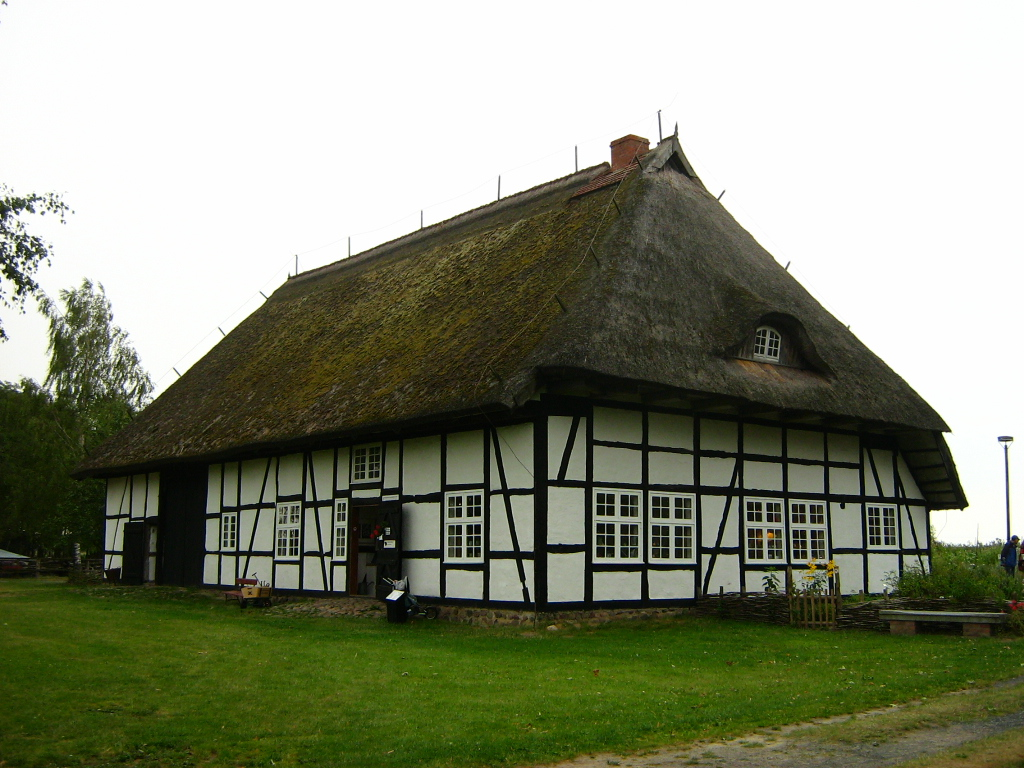
Haus Strassen

Das Museumsrestaurant Up dei Däl befindet sich im Haus Strassen. Dieses Wohnhaus wurde 1671 in Strassen, einem Ortsteil von Gorlosen im Landkreis Ludwigslust-Parchim, erbaut und 1980 im Museum wiedererrichtet. Im Restaurant gibt es einen Gastraum, der auch für Veranstaltungen und Ausstellungen genutzt wird. Die Gaststätte steht den Besuchern des Freilichtmuseums Klockenhagen offen und kann auch für Privatveranstaltungen genutzt werden. Im Haus Strassen findet in jedem Jahr der Wettbewerb um die Schönste Erntekrone Mecklenburg-Vorpommerns statt. Dazu werden ab August Erntekronen gesammelt und zum Erntedankfest prämiert.

## Kirche

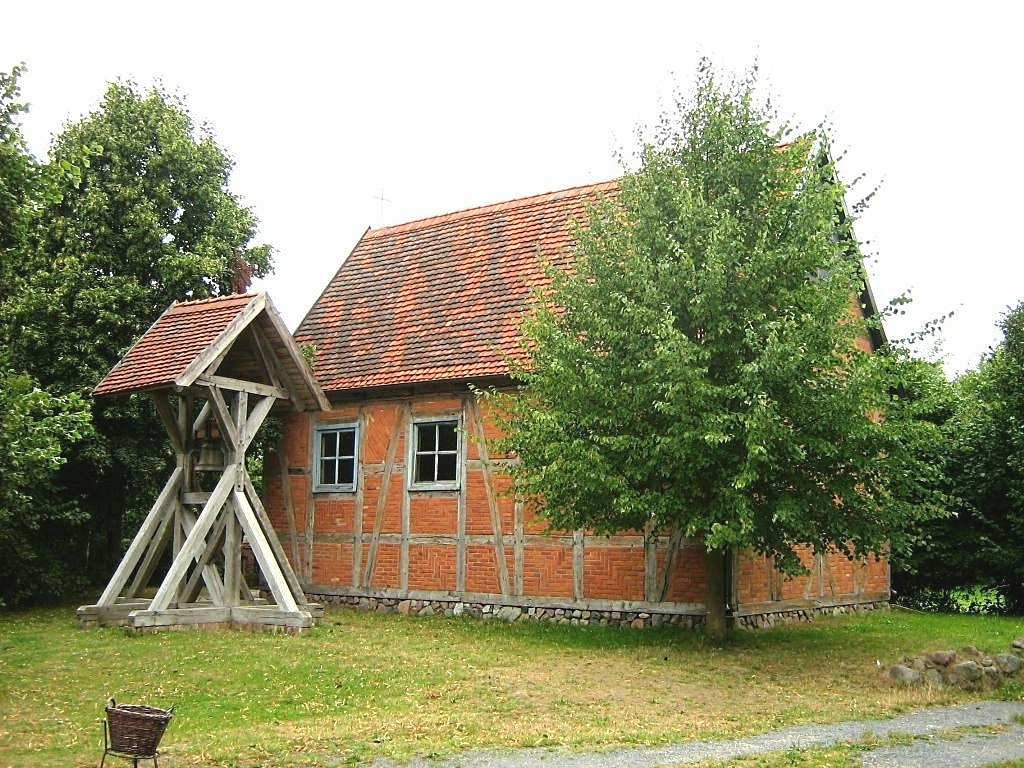
Museumskirche

Die Museumskirche ist eine Fachwerkkirche aus Dargelütz bei Parchim. Auch sie ist nicht nur Museumsobjekt, die Kirche wird für Gottesdienste, Trauungen und Taufen genutzt, es finden Lesungen, Vorträge und Konzerte statt. Die Kirche gehört zur Propstei Ribnitz der Evangelisch-Lutherischen Landeskirche Mecklenburgs. Zur heutigen Ausstattung gehört ein Altaraufsatz von 1647, einer Leihgabe der Kirchengemeinde Gresse-Greven. Er wurde 1682 mit einem Gemälde Abendmahl und Kreuzigung bemalt und zeigt Schnitzfiguren von Mose und Johannes dem Täufer und den Evangelisten Markus, Lukas und Johannes. Bekrönt wird der Altar durch die Figur des auferstandenen Christus. Das Gestühl der Kirche besteht aus zwei im 19. Jahrhundert gefertigten Bänken aus der Dorfkirche Rostocker Wulfshagen, das übrige Gestühl ist nachgebildet.

## Kräutergarten
In einem Heil- und Würzkräutergarten nach dem Vorbild der Äbtissin Hildegard von Bingen werden etwa 300 Kräuter angebaut. Sie stammen hauptsächlich aus der norddeutschen Region.

## Aktionen

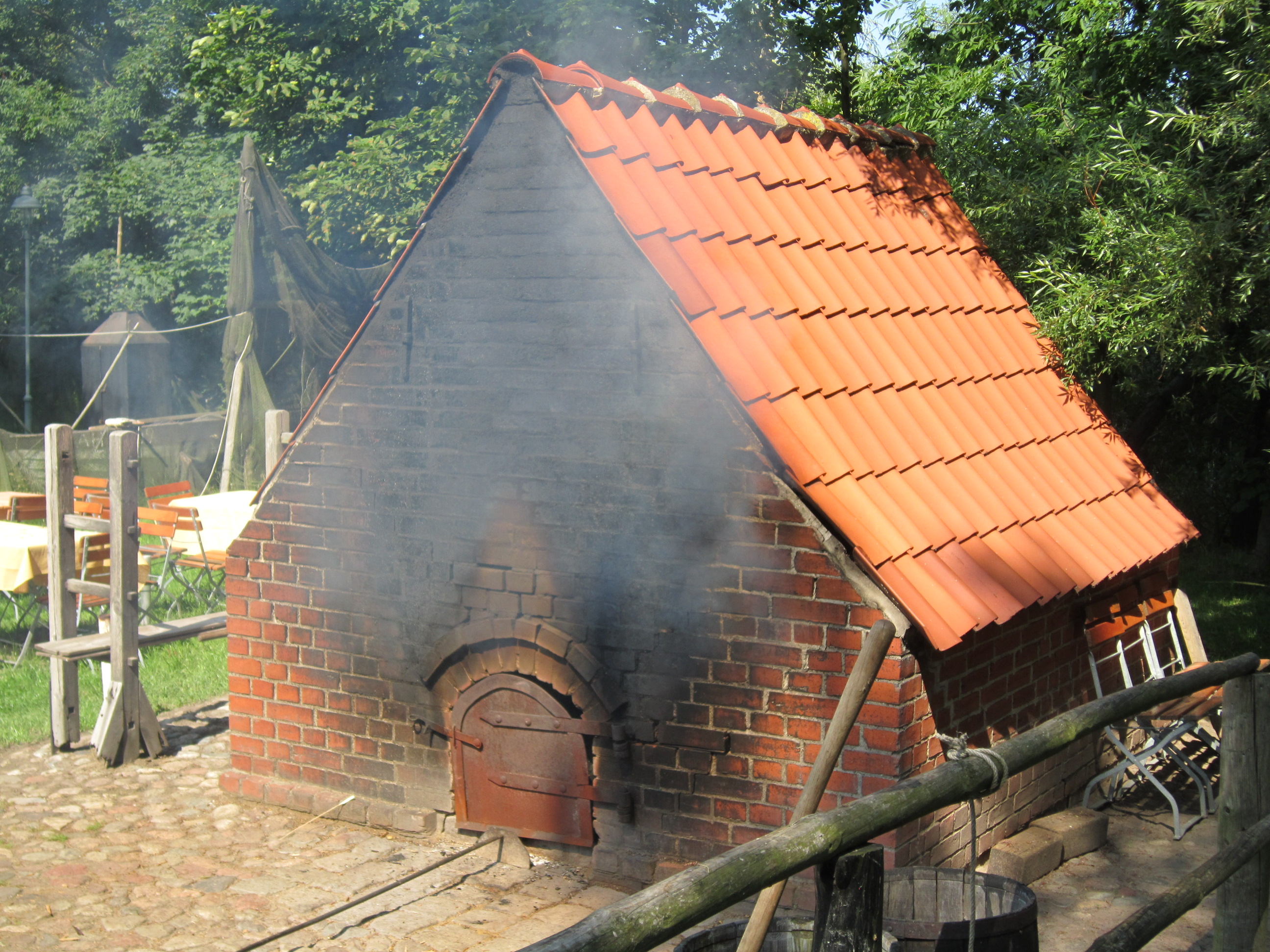
Backhaus in Betrieb

Die Besucher können in Aktionen das historische dörfliche Leben kennenlernen: in einem Nachbau eines Backofens aus dem Jahr 1910, der früher in Laupin stand, können die Besucher selbstgeformte Brote aus Sauerteig backen. Die Zubereitung des Teigs und die Funktionsweise des Backofens werden dabei erläutert. Weitere Möglichkeiten, selbst aktiv zu werden, sind das Wäschewaschen oder Arbeiten in einer Dorfschmiede.